# 皇家交易所 (紐約)
皇家交易所（英語：Royal Exchange）又被稱為舊皇家交易所（Old Royal Exchange）或商人交易所（Merchants Exchange），是位於美國紐約百老街附近、靠近珍珠街路口的建築。皇家交易所最初是建於1675年的單層建築，在1752年進行重建。其中皇家交易所在二樓新增會議廳，為當時英格蘭和歐洲典型的市場大廳。